# Rhestr Nadolig Wil
Rhestr Nadolig Wil (Wilův vánoční seznam) je televizní film ve velštině, který byl vysílán roku 2008 televizní stanicí S4C. Vypráví příběh o Wilovi, osmiletém klukovi, a Santa Clausovi, který se vkrade do Wilovy stodoly týden před Vánocemi.
Film získal v roce 2009 cenu BAFTA za nejlepší drama.